# 屠格涅夫卡市镇
屠格涅夫卡市镇（俄语：Муниципальное образование «Тургеневка»）是俄罗斯联邦伊尔库茨克州巴彦代区所属的一个市镇。其下辖有个居民点，行政中心为屠格涅夫卡。据2016年统计，该市镇的人口为482人。